# Cái chết của Đỗ Đăng Dư
Cái chết của Đỗ Đăng Dư là việc một người trẻ dưới tuổi vị thành niên chết vì bị gây thương tích trong nhà tù trong lúc bị tạm giam trong trại giam Công an Hà Nội. Công an điều tra cho là anh ta bị một tù nhân khác đánh chết, và khởi tố vụ án. Nhưng chuyện không dừng ở đó như 226 vụ khác trong vòng 3 năm qua. 14 luật sư phê bình việc tạm giam gởi kiến nghị , luật sư nguyên Phó Chủ nhiệm Thường trực Văn phòng Quốc hội Việt Nam chỉ trích việc điều tra của công an trong trại giam là không độc lập. Báo chí bị chỉ trích là không tìm hiểu lấy, chỉ đăng theo điều tra của công an. 2 luật sư đại diện cho gia đình nạn nhân thì bị hành hung. Họ nộp đơn được nửa tháng, cơ quan chức năng vẫn chưa cấp giấy chứng nhận bào chữa cho gia đình nạn nhân, đưa đến việc hơn 200 luật sư trên cả nước ký tên vào Đơn Kiến nghị gửi Quốc hội đề nghị bãi bỏ thủ tục cấp giấy chứng nhận người bào chữa. Luật sư đại diện cho 2 luật sư này, kêu gọi luật sư xuống đường, thì bị lôi về trụ sở công an. Sự cố cho thấy tình trạng xã hội, luật pháp, tư pháp, báo chí và hành pháp có gì không minh bạch, nẩy lên nhiều nghi ngờ, gây bất mãn cho giới luật sư.

## Diễn biến

### Ăn trộm bị tạm giam rồi chết trong tù
Ngày 5/8, Đỗ Đăng Dư (SN 1998), thường trú tại thôn Đông Cựu, xã Đông Phương Yên, huyện Chương Mỹ, Hà Nội bị Công an huyện Chương Mỹ bắt quả tang về hành vi trộm cắp tài sản. Khi vào trại, Dư được bố trí tạm giam tại buồng dành cho người chưa thành niên, cùng buồng với 3 bị can cùng lứa tuổi.
Sáng ngày 4/10, theo điều tra của công an, Dư bị Vũ Văn Bình (SN 1998) cùng buồng đánh và đá. Sau đó, Dư vào đi vệ sinh, khoảng 5 phút sau, Dư đi ra khỏi khu vệ sinh thì bị ngã xuống sàn nhà, được đưa đi cấp cứu tại bệnh viện đa khoa Hà Đông. Cùng ngày, bệnh viện đa khoa Hà Đông đã chuyển Dư đến khoa Hồi sức tích cực của Bệnh viện Bạch Mai để tiếp tục theo dõi và điều trị. Ngày 8/10, cơ quan CSĐT CATP đã ra quyết định khởi tố vụ án, khởi tố bị can Vũ Văn Bình về tội danh cố ý gây thương tích. Đỗ Đăng Dư đã tử vong khoảng 18h ngày 10/10.

### Kiến nghị luật sư về việc tạm giam này
Hôm 12/10, luật sư Ngô Ngọc Trai, giám đốc công ty luật Công Chính, và một số đồng nghiệp (tổng cộng 14 người) đã cùng ký vào ‘đơn trình báo’ gửi Bộ trưởng Công an, Viện trưởng Viện Kiểm sát Nhân dân tối cao, Giám đốc Công an Hà Nội, đề nghị tạm đình chỉ công tác với thủ trưởng hoặc phó thủ trưởng cơ quan Cảnh sát điều tra Công an huyện Chương Mỹ, người đã ký quyết định tạm giữ và tạm giam Đỗ Đăng Dư, vì nghi ngờ Công an đã vi phạm nguyên tắc tố tụng hình sự khi bắt giữ trẻ em vị thành niên mà không đúng với các quy định pháp luật. Ông bình luận rằng: “Việc bắt giam Dư thiếu cơ sở xác đáng và đặt tính mạng sức khỏe của thiếu niên này vào môi trường giam giữ không an toàn cho thấy nền tư pháp hình sự Việt Nam hiện tại vô cùng nặng nề, nghiệt ngã và bạo quyền." 

### Ý kiến về việc điều tra cái chết
Nguyên Phó Chủ nhiệm thường trực Văn phòng Quốc hội Việt Nam, Luật sư Trần Quốc Thuận cho ý kiến, Vụ việc Đỗ Đăng Dư bị đánh chết trong trại giam của công an Hà Nội có dấu hiệu của 'tội phạm tư pháp' và cần phải mở điều tra độc lập mà không nên để ngành công an tự điều tra lấy.
Sáng 14/10, Bộ Công an có thông báo cho biết, Bộ trưởng Công an Trần Đại Quang đã yêu cầu Giám đốc Công an Hà Nội Nguyễn Đức Chung, kiêm đại biểu Quốc hội Việt Nam khóa 13, đoàn đại biểu Hà Nội và Phó Bí thư Thành ủy Hà Nội, phối hợp VKSND TP Hà Nội, chỉ đạo các đơn vị nghiệp vụ khẩn trương tiến hành điều tra, đồng thời làm rõ toàn bộ quá trình công tác quản lý tạm giam của các cán bộ, chiến sĩ có liên quan đến vụ việc.,

### Công an nói về quá trình bắt giữ và tạm giam Đỗ Đăng Dư
Ngày 22 tháng 10, Thiếu tướng Nguyễn Đức Chung, Giám đốc Công an Thành phố Hà Nội, khẳng định điều ông gọi là quá trình bắt giữ và tạm giam Đỗ Đăng Dư đã được Công an huyện Chương Mỹ “thực hiện theo đúng quy định của pháp luật”.,

### Hai luật sư của gia đình nạn nhân bị hành hung
Hôm 3/11/2015, luật sư Trần Thu Nam người đã nhận lời miễn phí bảo vệ quyền lợi cho gia đình nạn nhân Đỗ Đăng Dư trong quá trình điều tra, xét xử vụ án, cùng luật sư đồng nghiệp Lê Văn Luân, đã tới nhà của bà Đỗ Thị Mai, là mẹ đẻ của Đỗ Đăng Dư, để tìm hiểu về việc bà Mai nói bà bị Công an Hà Nội 'ép phải từ chối luật sư' bảo vệ quyền lợi của gia đình, mà cụ thể là từ chối Luật sư Nam. Sau đó, khi rời nhà Đỗ Đăng Dư ông và ông Luân đã bị tám người bịt mặt 'bằng khẩu trang' dùng xe máy chặn đầu xe ô tô và 'hành hung, đánh đập'.

#### Đoàn Luật sư Thành phố Hà Nội vào cuộc
Cùng ngày 3/11, Đoàn Luật sư Thành phố Hà Nội đã cử một đại diện là luật sư Trần Đình Triển Phó Chủ nhiệm tới huyện Chương Mỹ để làm việc với Cơ quan công an và Viện Kiểm sát của Huyện Chương Mỹ về vụ các luật sư bị hành hung.
Luật sư Trần Đình Triển cho biết, trong quá trình luật sư Trần Thu Nam và luật sư Lê Văn Luân ở nhà bà Mai thì họ được nhân dân cho biết là có hai công an viên đang theo dõi hai luật sư này. Qua quần chúng thì rất nhiều người biết hai công an viên đó là ai và tại sao luật sư làm việc với một gia đình thân chủ, một gia đình bị hại mà công an xã lại tiến hành theo dõi. 2 luật sư bị đánh nhận ra trong số 8 người đánh họ có một người tên là Cửu là công an viên của xã. Phó công an huyện thừa nhận là có tên đó với vóc dáng mô tả. Bên cạnh đó khi sự việc xảy ra thì tại hiện trường cái nhà bên cạnh lại có camera quét đầy đủ mọi việc.

#### Họp báo việc hai luật sư bị hành hung
Vào ngày 10/11, Công an Thành phố Hà Nội họp báo công bố thông tin điều tra về vụ hành hung và mô tả nguyên nhân hai luật sư bị đánh là do “xe chạy gây dính bụi”. Chưa rõ vì sao chính hai luật sư lại không được Công an Hà Nội mời tới dự buổi họp báo này. Tin cho hay một số luật sư từ Đoàn luật sư Thành phố Hà Nội không được vào dự cuộc họp báo khi họ tới. Công an Hà Nội nêu tên 8 người “làm ruộng” hành hung hai luật sư ở những xã khác nhau nhưng không nói địa điểm “bị dính bụi” là ở đâu. Mạng xã hội chia sẻ ảnh của một công an xã tên Cửu mà họ mô tả là người tham gia vào vụ hành hung này. Trước đó Luật sư Trần Đình Triển nói một cửa hàng tại ngay chính địa điểm xảy ra vụ hành hung có cài camera theo dõi 24/24 và mô tả điều ông gọi là "chắc chắn ghi hình những gì xảy ra". Chi tiết này không thấy được đề cập tới trong buổi họp báo.
Liên đoàn Luật sư Việt Nam và Đoàn Luật sư Hà Nội vào sáng 11/11 cho rằng kết luận của Công an Thành phố Hà Nội vụ 2 luật sư bị hành hung là "vội vàng, chưa khách quan", theo Đài Tiếng nói Việt Nam.

#### Phản ứng của hai luật sư bị hành hung
Trong thư đề ngày 11/11 gửi Giám đốc Công an Thành phố Hà Nội, Luật sư Trần Thu Nam và Luật sư Lê Văn Luân viết: “Chúng tôi thấy những thông tin do Đại tá Nguyễn Văn Viện cung cấp cho báo chí là thiếu chính xác, thiếu cẩn trọng do căn cứ lời khai từ một phía. “Các thông tin này trái ngược hoàn toàn với lời khai của chúng tôi đã cung cấp cho Cơ quan Cảnh sát điều tra. “Theo các quy định của tố tụng hình sự, để có một kết luận chính xác cần phải đánh giá toàn diện các chứng cứ, tình tiết vụ việc một cách khách quan, nếu có mâu thuẫn cần phải đối chất và các hoạt động điều tra khác,” các luật sư này viết
Sáng thứ Tư ngày 11/11, hai luật sư Trần Thu Nam và Lê Văn Luân cho biết trên mạng xã hội rằng họ đã gửi "Đơn yêu cầu khởi tố" đến cơ quan cảnh sát điều tra, Công an Hà Nội, và Viện Kiểm sát nhân dân Hà Nội về vụ họ nói là bị đánh. Trong đơn này có ghi, hai luật sư yêu cầu "khổi tố vụ án hình sự, khởi tố bị can đối với nhóm người (tám người)" ở Chương Mỹ, Hà Nội, về "Tội cố ý gây thương tích" và "Tội cướp tài sản".

#### Khởi tố vụ án hành hung hai luật sư
Báo Lao động dẫn lời ông Dương Văn Giáp - Trưởng phòng Cảnh sát hình sự cho biết căn cứ vào đơn trình báo của anh Trần Thu Nam và anh Lê Văn Luân và "xác định có dấu hiệu tội phạm" nên đã ra quyết định khởi tố., Trước đó ngày chiều Thứ Tư 11/11, báo Tuổi Trẻ tường thuật đại biểu quốc hội Trương Trọng Nghĩa đã đề nghị ông Nguyễn Đức Chung khởi tố vụ án này. Ông Trương Trọng Nghĩa cho biết, thiếu tướng Nguyễn Đức Chung đã trả lời đây là vụ gây thương tích dưới 11% nên chưa thể khởi tố. Tuy nhiên, theo ông Trương Trọng Nghĩa phân tích: “Việc hành hung hai luật sư là có yếu tố côn đồ, theo quy định của điều 104 Bộ Luật hình sự thì trường hợp này phải khởi tố vụ án”.

#### Vụ án "bụi Chương Mỹ"
Ngày 11/12, Viện KSND TP Hà Nội cho biết vừa phê chuẩn quyết định khởi tố 7 bị can trong vụ án cố ý gây thương tích cho 2 luật sư theo quy định tại điều 104, Bộ luật hình sự.
Hôm 8/1, trao đổi với BBC, luật sư Trần Thu Nam xác nhận ông và luật sư Lê Văn Luân “sẽ nộp văn bản đề nghị không truy cứu trách nhiệm hình sự đối với bảy bị can liên quan đến vụ án này”. Tuy nhiên, Luật sư Lê Văn Luân xác nhận với BBC là chưa có quyết định chính thức về chuyện rút yêu cầu khởi tố vụ ‘Bụi Chương Mỹ’ và ông vẫn bảo lưu quan điểm ‘không rút lúc này’.

### Giấy chứng nhận bào chữa
Hơn 200 luật sư trên cả nước ký tên vào Đơn Kiến nghị gửi Quốc hội về việc góp ý sửa đổi Bộ luật Tố tụng hình sự, đề nghị bãi bỏ thủ tục cấp giấy chứng nhận người bào chữa. Vụ việc nạn nhân 17 tuổi Đỗ Đăng Dư thiệt mạng là trường hợp được nêu ra trong Đơn kiến nghị có chữ ký của hơn 200 luật sư tính đến ngày 10 tháng 11. Theo đơn nêu ra thì sau hơn nửa tháng xảy ra vụ việc, cơ quan chức năng vẫn chưa cấp giấy chứng nhận bào chữa cho luật sư; trong khi ấy theo luật của Việt Nam hiện nay thời hạn quy định là 3 ngày làm việc.

### Luật sư kêu gọi đồng nghiệp xuống đường
Trong khi đó luật sư Trần Thu Nam thông báo trên facebook của mình về việc một nhóm hơn 200 Luật sư có thông báo và đề nghị ông tham gia buổi tuần hành đến Bộ tư pháp, VKS ND Tối cao và Công an Thành phố Hà Nội. Buổi tuần hành được mô tả là để “Nộp văn bản yêu cầu bỏ quy định cấp giấy chứng nhận người bào chữa, người bảo vệ quyền lợi trong tố tụng hình sự và dân sự” và “Đề nghị Công an Hà Nội khởi tố vụ án và làm sáng tỏ một số tình tiết liên quan đến các đối tượng hành hung hai luật sư Trần Thu Nam và Lê Văn Luân trong khi đi tác nghiệp tại Chương Mỹ vào chiều ngày 03/11/2015.” 
 
Cuộc tuần hành theo dự kiến của khoảng hơn 200 luật sư để kêu gọi khởi tố vụ án này đã không xảy ra sau khi công an dùng vũ lực bắt luật sư Trần Vũ Hải, một trong những luật sư kêu gọi cho sự kiện này.

### Luật sư kêu gọi xuống đường bị xúc phạm
Ngày 12/11, Luật sư Trần Vũ Hải, nhóm trưởng bảo vệ hai luật sư trẻ Lê Văn Luân và Trần Thu Nam , người kêu gọi cuộc tuần hành này, bị một số người mặc thường phục bắt và đưa về đồn công an phường Xuân La, Hà Nội. Ông Hải cáo buộc Giám đốc Công an Hà Nội Nguyễn Đức Chung coi luật sư 'như súc vật' trong vụ tạm giữ ông. Nguyên văn: "Ông ta đã đối xử với các luật sư như chó, như mèo, như lợn, như súc vật". "Ông ta [cho người] đẩy tôi lên [xe đưa đi] trước mặt con trai tôi, trước mặt vợ tôi, trước mặt lái xe của tôi, trước mặt nhiều cư dân, có nhiều người là người nước ngoài. "Ông đã xúc phạm đến nhân phẩm của tôi, xúc phạm đến tôi, tôi không chấp nhận điều này. Các luật sư chúng tôi đề nghị không chấp nhận điều này. Chúng ta mà chấp nhận điều này tạo tiền lệ và chúng phải giải tán nghề luật sư của chúng ta." 
Trong khi đó báo nhà nước Petrotimes đăng bài cáo buộc ông Hải "vi phạm pháp luật": "Luật sư Trần Vũ Hải là người hiểu biết pháp luật, nhưng lại có cách hành xử vi phạm pháp luật khi kêu gọi một cuộc tuần hành ở Trung tâm thành phố Hà Nội đến Bộ Tư pháp, Viện Kiểm sát Nhân dân Tối cao và Công an Hà Nội liên quan đến hai luật sư Trần Thu Nam và Lê Văn Luân bị hành hung." 
Cùng tối nói chuyện với đài RFI, ông Hải cho biết: "tôi, con trai tôi và các luật sư đang ngồi ở đây để yêu cầu lập biên bản về việc bắt giữ trái pháp luật.Nhưng công an phường Xuân La nói rằng họ không liên quan đến việc bắt. Còn công an Hà Nội, đều không mặc quân phục và cũng không chịu lập biên bản.
Ngày hôm sau Petrotimes đăng lý do, Phòng Cảnh sát Điều tra Tội phạm về Trật tự xã hội (PC45, Công an Hà Nội) đã triệu tập Luật sư Trần Vũ Hải để điều tra những dấu hiệu về hành vi lừa đảo chiếm đoạt tài sản. Cuối năm 2014, PC45 đã nhận được đơn của 28 hộ dân tại huyện Đại Từ (Thái Nguyên), tố cáo Luật sư Trần Vũ Hải lợi dụng chiêu bài hỗ trợ pháp lý trong việc khiếu nại liên quan đến đất đai của các hộ dân này và nhận 84 triệu đồng. Sau khi nhận tiền, Luật sư Trần Vũ Hải lại không thực hiện bất cứ một công việc nào để hỗ trợ pháp lý, tư vấn pháp luật cho các hộ dân.
Trên Facebook của mình, luật sư Trần Vũ Hải, sau khi về nhà tối ngày 12/11, công bố đơn tố cáo 11 trang. Trong đơn 11 trang, luật sư Hải cũng nhắc đến vụ Thái Nguyên: "Tôi khẳng định không có việc tố cáo thực sự của 30 hộ dân Đại Từ, Thái Nguyên." 
Sáng thứ 6 ngày 20/11, báo PetroTimes lại đăng bài đặt nghi vấn ông Hải đã "trốn đi Mỹ". Nhóm luật sư ở Hà Nội, trong có luật sư Trần Vũ Hải, vì vậy đã tới làm việc với ban biên tập báo PetroTimes tại văn phòng của báo này. Theo ông Hải, ông Nguyễn Như Phong chủ bút báo PetroTimes đồng ý gỡ 5 bài viết về ông xuống ngay và sẽ chỉ đăng khi có kết luận của cơ quan chức năng.,,

## Ý kiến

### Phát biểu gia đình nạn nhân
Nghi ngờ về cái chết con mình: 
- Ngày 14 tháng 10, mẹ nạn nhân Đỗ Đăng Dư nói bà rất đau lòng vì “công an ngăn gia đình vào thăm Dư trong bệnh viện và bác sĩ không nói rõ bệnh tình của Dư mà chỉ bảo gia đình chuẩn bị tâm lý cho điều xấu nhất. Đến lúc Dư mất, gia đình vẫn không có trong tay giấy tờ nào làm bằng chứng về vụ việc”.[6]
- Ngày 16 tháng 10, gia đình nạn nhân gửi đơn cầu cứu tới Cao ủy Liên Hợp Quốc đã viết: "Cái chết của con trai tôi quá nhiều uẩn khúc, gia đình tôi không tin rằng con trai tôi bị bạn tù đánh chết." [2]

### Phê bình vai trò của báo chí
- Trong cuộc trao đổi với BBC hôm 14/10, nhà báo Trương Duy Nhất bình luận: “Tôi thấy lạ là các báo trong nước đưa tin về vụ Đỗ Đăng Dư mà không có điều tra riêng của họ. Gần như tờ báo nào cũng đưa tin giống nhau đến từng dấu chấm, dấu phẩy. Theo tôi hiểu, đó là cách đưa tin theo văn bản do cơ quan điều tra cung cấp”. Ông Nhất nói thêm: “Làm báo mà không điều tra riêng mà chỉ đưa tin theo công an thì chẳng ra làm sao cả. Lỡ cơ quan điều tra sai thì sao? Làm báo theo lối đó là kém tự trọng và thiếu liêm sỉ".[6]
- Đoàn Bảo Châu, một nhà báo, blogger, phóng viên ảnh đang sống tại Hà Nội, viết bài 'Nỗi khát khao chính đáng và cần thiết' so sánh à cách báo chí trong nước đưa tin vụ này với “một hài kịch được đạo diễn thô thiển vụng về”. “Thời gian cháu Đỗ Đăng Dư nằm hôn mê suốt 5 ngày ở bệnh viện Bạch Mai, trong khi cộng đồng Facebook xôn xao thì cả nền báo chí cách mạng im lặng như thể mắc hội chứng câm điếc tập thể. "Thế nhưng khi cháu vừa qua đời, đồng loạt các báo bỗng ào lên như bị cùng tiêm một loại thuốc động kinh, cùng đưa một nội dung, có chăng chỉ khác vài câu chữ không quan trọng và tên tác giả bên dưới,” [8]

### Ý kiến về việc hai luật sư bị hành hung
- Trao đổi với BBC hôm 3/11/2015, ngay sau khi trình báo với chính quyền và công an địa phương về việc bị hành hung, luật sư Trần Thu Nam nói: "Tôi nghĩ rằng một sự việc này nó sẽ không ảnh hưởng tới quá trình hoạt động nói chung của tôi." "Thế còn vụ án của Đỗ Đăng Dư nó là một vụ án riêng và tôi vẫn sẽ theo đến cùng."
- Trong khi đó Luật sư kiêm Đại biểu Quốc hội Trương Trọng Nghĩa nói ông đã trao đổi với Giám đốc Công an Hà Nội việc vụ này. “ Anh Chung có nói đây là những người có hành vi côn đồ chứ không phải là công an. Giờ phải chờ kết quả cuối cùng. Sau khi xử lý xong xem có được đúng như vây không. Nếu không được thì Liên đoàn Luật sư Việt Nam sẽ tiếp tục có ý kiến. điều nghiêm trọng là nếu chỉ chạy qua khiến bắn bụi như thế mà đã hành hung người ta thì xã hội sẽ loạn.”
- Luật sư Lê Công Định, thuật lại buổi trình diện định kỳ (theo lệnh quản chế) trên facebook cá nhân mô tả lại việc ông “hỏi thẳng” công an là “vì sao các anh lại làm vậy?” Ông cho là: “Tấn công luật sư, chính các anh tự bôi nhọ nền công lý của xã hội này…" [19]

Luật sư Đặng Đình Mạnh viết trên trang mạng Anh Ba Sàm: "Sự kiện công bố kết quả điều tra ban đầu của cơ quan điều tra cho báo giới ngày 10/11/2015... đã như cái khoát tay cuối cùng lột truồng vị thế luật sư trong xã hội ra tô hô trước sự phán xét của 90 triệu người dân Việt...Tôi vẫn nghĩ, không cần ồn ào hô khẩu hiệu, không cần biểu ngữ, chỉ cần một cuộc tuần hành lặng lẽ của giới luật sư trên đường phố, trong bộ đồng phục nghề nghiệp, với băng keo đen dán chéo miệng, mỗi luật sư cầm trong tay một lá cờ đen nhỏ để tang cho chính nghề nghiệp của mình cũng là đủ và hơn nữa, điều đó hợp hiến bởi biểu tình đã là một quyền mang tính hiến định !... Ngày 10/10 được Nhà nước đặt để là Ngày Luật Sư, thì ngày 10/11 có thể xem là một ngày tang tóc cho giới luật sư... Riêng tôi, tôi tự để tang cho nghề nghiệp của mình !" 

#### Lý do hai luật sư bị đánh
Luật sư Võ An Đôn ở Tuy Hòa cho rằng: “Nguyên nhân theo tôi nghĩ là có thể người ta trả thù cái việc mà luật sư Trần Thu Nam bảo vệ cho gia đình bị hại (Đỗ Đăng Dư). Những vụ án không liên quan đến chính trị nhưng lại liên quan đến ngành công an, công an thì liên quan đến chính quyền, người ta cầm bộ máy hành pháp, lực lượng rất là đông, và người ta trả thù.” 
Phê bình cuộc họp báo Công an Thành phố Hà Nội việc hai luật sư bị hành hung, Luật sư Đặng Đình Mạnh viết trên trang mạng Anh Ba Sàm: "Sự kiện công bố kết quả điều tra ban đầu của cơ quan điều tra cho báo giới ngày 10/11/2015... đã như cái khoát tay cuối cùng lột truồng vị thế luật sư trong xã hội ra tô hô trước sự phán xét của 90 triệu người dân Việt... Tôi vẫn nghĩ, không cần ồn ào hô khẩu hiệu, không cần biểu ngữ, chỉ cần một cuộc tuần hành lặng lẽ của giới luật sư trên đường phố, trong bộ đồng phục nghề nghiệp, với băng keo đen dán chéo miệng, mỗi luật sư cầm trong tay một lá cờ đen nhỏ để tang cho chính nghề nghiệp của mình cũng là đủ và hơn nữa, điều đó hợp hiến bởi biểu tình đã là một quyền mang tính hiến định !...Ngày 10/10 được Nhà nước đặt để là Ngày Luật sư, thì ngày 10/11 có thể xem là một ngày tang tóc cho giới luật sư... Riêng tôi, tôi tự để tang cho nghề nghiệp của mình!" 

### Giấy chứng nhận bào chữa
Trả lời BBC hôm 13/11 từ tỉnh Phú Yên, luật sư Võ An Đôn cho biết: "Bản thân ông từng nhiều lần bị cơ quan điều tra không cấp giấy chứng nhận bào chữa, hẹn lần lữa nhiều ngày. Ví dụ, gần đây là trường hợp bị cáo Nguyễn Viết Dũng, ông đã gửi thông báo bào chữa cho Tòa án Nhân dân TP Hà Nội 20 ngày nhưng đến nay vẫn chưa cấp giấy chứng nhận. Thực tế, những vụ án liên quan đến dân oan, nhà hoạt động thì có lẽ người ta không muốn luật sư tham gia tố tụng nên tìm mọi cách gây khó khăn như việc không cấp giấy chứng nhận."  Ngày 20/11, ông Đôn cho hay, ông liên tục đến Tòa án quận Hoàn Kiếm để nhận giấy chứng nhận bào chữa và mượn hồ sơ vụ án Nguyễn Viết Dũng, nhưng lại được hẹn tiếp: "Tòa án quận Hoàn Kiếm đã không tuân theo quy định của pháp luật là cấp giấy chứng nhận bào chữa sau ba ngày nhận được thông báo của luật sư và thời điểm đến hôm 20/11 đã là 25 ngày." 

## Sự cố gây nghi ngờ sự minh bạch

### Sự cố đám tang nạn nhân
Mạng xã hội chia sẻ một video cho thấy có một nhóm người vào nhà gia đình bố mẹ Đỗ Đăng Dư khi đang tổ chức tang lễ cho con mình và dùng vũ lực kéo một người đến viếng ra ngoài nhà và mô tả người này là "phản động, bán nước". Nhóm người ăn mặc thường phục được cư dân mạng mô tả là "dư luận viên" này đã bị gia đình bố mẹ Đỗ Đăng Dư đuổi ra ngoài.

## Vụ án
Tòa án Hà Nội vừa ra thông báo sẽ đưa vụ án Đỗ Đăng Dư ra xét xử hôm 24/5/2016. Theo Luật sư Ngô Ngọc Trai, đây không chỉ là việc xử lý đối tượng đánh chết Dư, mà còn để kiểm soát lại quy trình nghiệp vụ điều tra giam giữ. 14 luật sư đã ký đơn đề nghị khởi tố vụ án về xâm phạm hoạt động tư pháp của cán bộ tư pháp huyện Chương Mỹ, đề nghị điều tra làm rõ có sai phạm không trong việc bắt giam giữ Dư là trẻ vị thành niên mới 17 tuổi về hành vi trộm cắp tài sản chỉ 2 triệu đồng thuộc trường hợp ít nghiêm trọng? Tuy nhiên, cơ quan có thẩm quyền trách nhiệm trong việc này là Cơ quan Điều tra của Viện Kiểm sát Nhân dân tối cao đã không khởi tố vụ án, cũng chẳng trả lời đơn 14 luật sư.